# Franciscus Antonius de Méan de Beaurieux
Franciscus Antonius Maria Constantijn graaf de Méan de Beaurieux (Saive (Blegny), 6 juli 1756 - Mechelen, 15 januari 1831) was prins-bisschop van Luik en Nederlands/Belgisch aartsbisschop.

## Biografie

### Achtergrond, opleiding en vroege carrière
François de Méan was de zoon van graaf François Antoine (Frans) de Méan de Beaurieux en van gravin Elisabeth van Hoensbroeck. Hij was een achterkleinzoon van Charles de Méan (1604-1674), burgemeester van Luik sinds 1641, die in 1648 adelbrieven had ontvangen. Zijn jongere broer was graaf César Constantin Maria de Méan (1759-1833), grootkanselier (eerste minister) van het prinsbisdom Luik tijdens de korte tijd dat François er prins-bisschop was.
De Méan studeerde in Mainz en Douai. In 1785 werd hij tot priester gewijd.
Hij werd in 1777 ontvanger van de Sint-Lambertuskathedraal in Luik en daarna titulair bisschop van Hippos en coadjutor van de prins-bisschop van het prinsbisdom Luik, zijn oom, prins-bisschop Cesar Constantijn Frans van Hoensbroeck. Benoemd door de paus op 19 december 1785 werd hij gewijd op 19 februari 1786. Bij de Luikse opstand van 1789 vluchtte hij met zijn oom naar de Sint-Matthiasabdij in Trier. Na de restauratie in 1791 - na de zending van troepen door keizer Leopold II - hervatte hij zijn werkzaamheden als coadjutor.

### Prins-bisschop van Luik
Na het overlijden van zijn oom werd hij op 16 augustus 1792 prins-bisschop van dit prinsbisdom, wat paus Pius VI bekrachtigde op 24 september 1792. Deze aanstelling betekende eveneens zijn benoeming tot prins van het Heilig Roomse Rijk. Zijn episcopaat ging in op 18 september van hetzelfde jaar. De regalia van prins-bisschop ontving hij pas op 16 juli 1794.
Zijn bewind werd onderbroken door de inval van Franse troepen, onder leiding van Charles-François Dumouriez, op 28 november 1792 in de stad Luik. De Méan was een dag eerder Luik ontvlucht. Hij verbleef in Düsseldorf. Na de herovering door Oostenrijkse troepen (5 maart 1793) keerde hij op 21 maart 1793 terug. Op 24 juli 1794 moest hij opnieuw vluchten voor de Fransen en bracht de volgende jaren in ballingschap door. Als laatste prins-bisschop van Luik werd hij afgezet bij het Concordaat van 15 juli 1801.

### Vicaris voor Ravenstein en Megen
Na het sluiten van het concordaat van 15 juli 1801 werd De Méan benoemd tot apostolisch vicaris van het nieuw ingestelde Ravenstein en Megen, gelegen in het departement Brabant en later in de Nederlandse provincie Noord-Brabant. Dit vicariaat bekleedde hij tot zijn dood in 1831.

### Aartsbisschop van Mechelen
Onder het Verenigd Koninkrijk der Nederlanden werd hij aartsbisschop van Mechelen (28 juli 1817 - 15 januari 1831). Koning Willem I benoemde hem in 1815 tot lid van de Eerste Kamer en in 1816 werd hij in de adelstand verheven met de titel van prins.
De Méan werd op 26 juli 1817 tot aartsbisschop van Mechelen benoemd. Hij kocht de gronden en resterende gebouwen van het vroegere aartsbisschoppelijk paleis in Mechelen in 1818. Hij liet er het huidige paleis met een classicistische gevel bouwen. Zelf verbleef hij in de achtervleugel van het paleis van Margaretha van Oostenrijk in Mechelen.
Hij was de eerste hoge rooms-katholieke geestelijke die in 1817 de eed op de grondwet mogelijk maakte, door er een restrictieve interpretatie aan te geven. Dit zorgde voor een officiële berisping door het Vaticaan. In 1817 reisde hij naar Rome om zich bij paus Pius VII te verantwoorden.
Aanvankelijk steunde De Méan de politiek van koning Willem I, maar in 1819 nam hij ontslag uit de Eerste Kamer en kantte zich in groeiende mate tegen de bemoeienissen van de vorst in geloofszaken. De stichting van het Collegium Philosophicum in Leuven voor de priesteropleiding, opgericht in 1825, was een poging van de regering om het staatstoezicht op de rooms-katholieke priesterstudenten te vergroten. De Méan verzette zich en moest onderduiken. Na het Concordaat van 1828 was hij weer milder voor de koning.
Na enige aarzeling erkende hij kort na de Belgische Revolutie de nieuwe regering over de Zuid-Nederlandse provincies en richtte zich per brief tot het Nationaal Congres. Zijn soepele houding ten opzichte van de Belgische staat werd gevolgd door de meeste andere hoge Belgische geestelijken. De essentiële verwachtingen van De Méan wat betreft vrijheid van godsdienst en van onderwijs werden in de Grondwet ingeschreven.
Nog voor de Grondwet werd goedgekeurd, overleed François de Méan in Mechelen op 74-jarige leeftijd, op 15 januari 1831. De gedenkpenning, geslagen naar aanleiding van de inhuldiging van zijn grafmonument in de Sint-Romboutskathedraal, vermeldt evenwel "Décédé le 31 janv. 1831."

## Titels
- François de Méan was sinds 16 augustus 1792 niet alleen prins-bisschop van Luik en prins van het Heilig Roomse Rijk, maar ook titulair hertog van Bouillon, markies van Franchimont, graaf van Loon en Horn en baron van Herstal.
- Op 24 september 1792 verleende keizer Frans II van het Heilige Roomse Rijk hem de titel prins van Méan.

## Verwijzingen
1. ↑  Grote Winkler Prins Encyclopedie in 26 delen, door: red. Winkler Prins, 1992, dl. 15, blz. 480-481
2. 1 2  Grote Winkler Prins Encyclopedie in 26 delen, door: red. Winkler Prins, 1992, dl. 15, blz. 480
3. ↑  idem
4. ↑  Kocken, Marcel, Gids voor oud Mechelen, Scriptoria, Antwerpen, 1981
5. ↑  De Katholieke Encyclopaedie, door: red. De Katholieke Encyclopaedie, tweede druk, 1953, dl. 17, blz. 474
6. ↑  De Katholieke Encyclopaedie, door: red. De Katholieke Encyclopaedie, tweede druk, 1950, dl. 7, blz. 607
7. ↑  Inhuldiging van het grafmonument van kardinaal de Méan. Website Universiteitsbibliotheek Gent. Geraadpleegd op 28 juli 2013.  (Sterftedatum 15e expliciet nagezien in Grote Winkler Prins 1976.)

- Biografisch Portaal: 46733087
- Gemeinsame Normdatei: 104197749
- International Standard Name Identifier: 0000 0000 0675 1949
- Nederlandse Thesaurus van Auteursnamen: 069926492
- Parlement.com: vg09llroosz7
- Système universitaire de documentation: 095237658
- Virtual International Authority File: 12735565
- WorldCat: E39PBJtRHQKRWpGWfHD9tHwt8C